# تسوباسا آداچی
تسوباسا آداچی (انگلیسی: Tsubasa Adachi؛ زادهٔ ۶ سپتامبر ۲۰۰۰) بازیکن فوتبال اهل ژاپن است.
از باشگاه‌هایی که در آن بازی کرده‌است می‌توان به باشگاه فوتبال گامبا اوساکا اشاره کرد.